# Тала Пруткова
Тала Пруткова (2 грудня, Київ) — українська письменниця, журналіст, поет-пісняр, метафізик. Член Національної спілки журналістів України.  

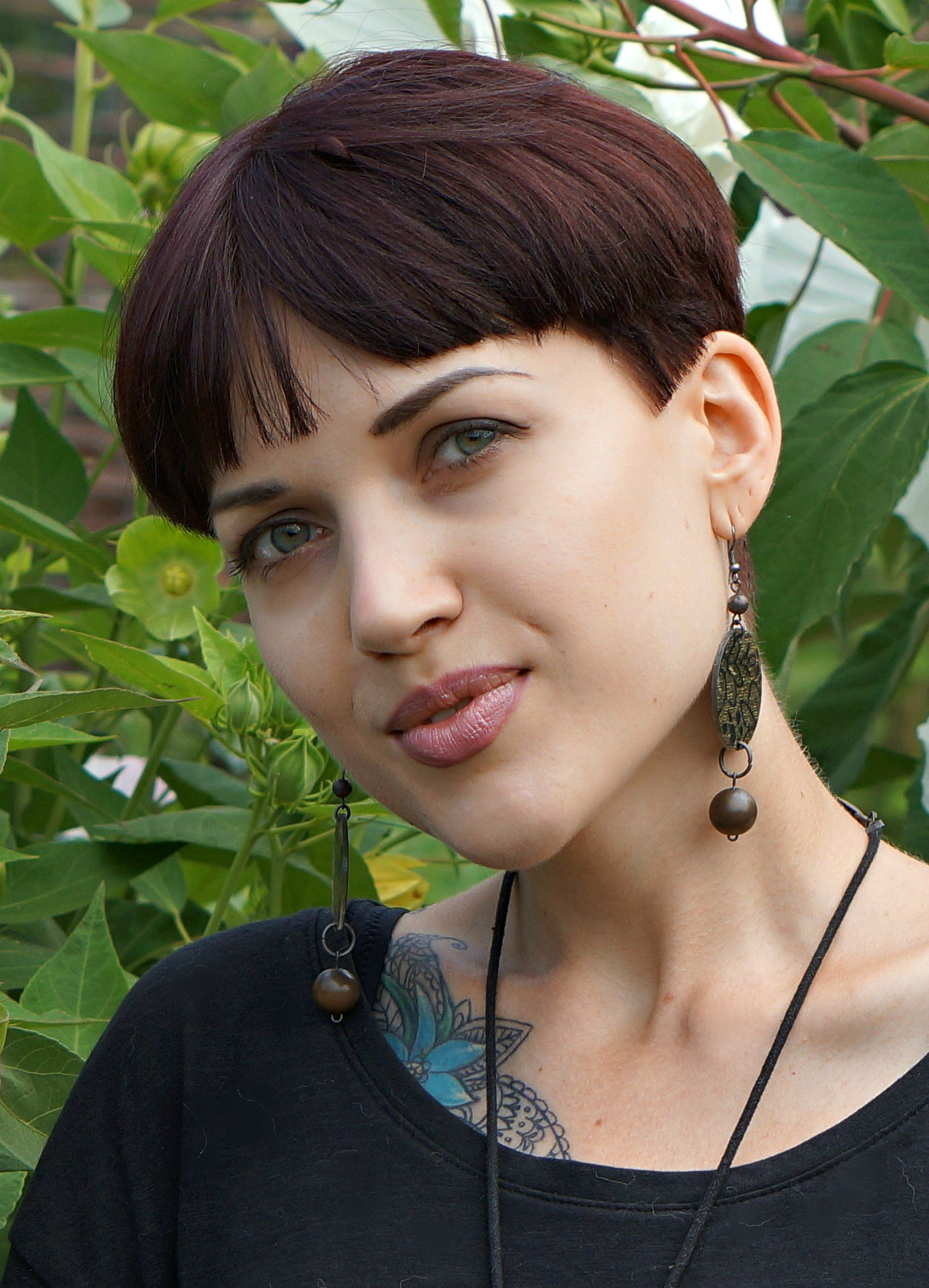
Тала Пруткова

Закінчила Інститут журналістики Київського національного університету імені Тараса Шевченка.

## Освіта

### Середня освіта
Дитячі роки Тала провела в Івано-Франківську, де в 2002 році здобула повну середню освіту з відзнакою (11 класів) у школі-ліцеї №23 Прикарпатського університету ім. Василя Стефаника. Під час шкільного навчання Тала неодноразово ставала переможцем міських та обласних олімпіад, конкурсів з української мови та літератури. Перший свій вірш написала у 10 років.

### Вища освіта
У 2002 році Тала була зарахована до Інституту журналістики КНУ ім.Т.Шевченка на спеціальності "Журналістика/редактор телепрограм". В 2006 році отримала диплом бакалавра. У 2008 році на тій же спеціальності отримала диплом спеціаліста.
У 2003 році отримала звання "Міс Інституту журналістики".

## Робота
- Кореспондент на телеканалі "М1"
- Редактор у дитячих періодичних виданнях "Мамине сонечко"
- Журналіст та редактор у газеті "Літературна Україна"
- Маркетолог у Відкритому міжнародному університеті розвитку людини «Україна»
- Журналіст у газеті "За київським часом"

## Початок літературної творчості
Перші кроки в літературі робила в колишньому івано-франківському об'єднанні «Біла риба», учасниками якого також були Таня Малярчук, Катерина Бабкіна, Андрій Жураківський. Автор численних статей на теми метафізики, філософії та психології.
Автор філософських статей: "Україна майбутнього: якою вона буде?", "Ілюзія Свободи VS Ілюзія Вибору", "Психологія війни. П’ятдесят відтінків ненависті", "Україна – єдина? Або істинна суть Єдності", "Технологія інформаційної війни або Як ми стаємо телезомбі?", "То який він, ЦИВІЛІЗАЦІЙНИЙ вибір України?", "Шевченко. Україна. Карма", "Трансформація Землі – це твоя індивідуальна трансформація" та ін.

## Діяльність
Бере участь у мистецьких акціях:
- Форум видавців у Львові
- Фестиваль «Трипільське коло»
- Фестиваль «Руді тексти» та ін.

## Твори
- Книга прози та поезії «Сад у шафі» (Лілея-НВ, 2002)
- Поетична збірка «Будда для Мері» (Дискурсус, 2015)
- Книга оповідань «Дівчинка з папірусом» (Поліграфсервіс, 2015)
- Тексти українських пісень, одна з яких – «Ти не сумуй, моя пташечко», присвячена воїнам АТО.

### Вірші
- "Офелія"
- "Будда для Мері"
- "Усі кохають Катю"
- "Коли засинає батько"
- "Йоги не ходять на Майдан"
- "Сонячний птах"
- "Аж до Ньюарка"

## Відзнаки
Є двічі переможцем літературного конкурсу «Коронація слова»:
- 2010 — ІІІ Премія у номінації «Пісенна лірика про кохання» за твір «Гравітація»
- 2013 — диплом у номінації «Пісенна лірика» за твір «Шоколад».